# Hellula phidilealis
Hellula phidilealis là một loài bướm đêm thuộc họ Crambidae. Nó được tìm thấy ở châu Mỹ nhiệt đới và cận nhiệt đới. Từ miền nam United States (Florida to Arizona), phía bắc ở phía đông đến North Carolina, phía nam qua tây nam México tới miền bắc Nam Mỹ, bao gồm nhiều đảo ở Vùng Caribe.
Sải cánh dài khoảng 15 mm. 